# Upload
Upload – proces przeciwny do pobierania danych, polegający na wysyłaniu plików lub innych danych do serwera lub komputera należącego do innego użytkownika.
Często łącze internetowe jest umownie dzielone na dwa kanały: kanał wysyłania i kanał pobierania. Przepustowość tych kanałów (czyli maksymalną prędkość przesyłania danych) mierzy się w bitach na sekundę i jednostkach wielokrotnych.
Łącza internetowe popularne w warunkach domowych (ADSL, telewizja kablowa, sieć osiedlowa itp.) ze względu na ich stosunkowo niewysoką cenę, są często asymetryczne, czyli mają zaniżoną przepustowość kanału umożliwiającego wysyłanie (ang. upload) danych w stosunku do kanału pobierania (ang. download), umożliwiającego odbieranie danych. Z tego powodu wysyłanie pliku jest znacznie wolniejsze niż pobieranie.